# تجمع وادي حكمة (تريم)

تعديل مصدري - تعديل

تجمع وادي حكمة هي إحدى قرى عزلة تريم بمديرية تريم التابعة لمحافظة حضرموت، بلغ تعداد سكانها 18 نسمة حسب تعداد اليمن لعام 2004.